# Rudolf Josef Kratina
Rudolf Josef Kratina (zuweilen auch als Josef Kratina angesprochen, * 21. November 1890 in Dresden; † 22. Juni 1967 in Fulton County (Georgia)) war ein deutsch-amerikanischer Violoncellist und Musikpädagoge.

## Leben und Werk
Rudolf Josef Kratina war der zweite Sohn des Kammermusikers und Violinisten an der Königlichen Oper zu Dresden Josef Kratina (1865–1942) und Bruder der Tänzerin, Ballettmeisterin und Tanzpädagogin Valeria Kratina. Sein Schwiegervater, der amerikanische Diplomat Charles P. Pressly, stammte wie seine Vorfahren aus Cedar Springs, South Carolina, USA, wo Rudolf Josef Kratina in den 1930er Jahren regelmäßig die Sommerferien verbrachte. 1939 emigrierte er in die USA.
Rudolf Josef Kratina studierte am Dresdener Konservatorium Cello, Klavier und Musiktheorie.
Rudolf Josef Kratina wirkte von 1925 bis 1938 als Violoncellist bei der Sächsischen Staatskapelle Dresden. Von 1946 bis 1953 wirkte er als Solocellist beim Atlanta Symphony Orchestra.
Er schrieb ein Duo für Violine und Violoncello sowie mehrere Stücke für Violoncello. Rudolf Josef Kratina war darüber hinaus ein begabter Zeichner und Lithograf, der in Proben, Opern- und Konzertaufführungen „Arbeitssituationen“ von Dirigent und Orchester skizzierte und dann die Atmosphäre des Musizierens künstlerisch lebendig fasste. Er hielt beispielsweise Richard Strauss bei einer Salome-Aufführung in der Staatsoper Dresden am 25. März 1927 als Dirigent in einer Lithografie fest. Es entstand eine Reihe von dokumentarisch wertvollen Zeichnungen. Rudolf Josef Kratina lehrte auch an der Orchesterschule der Sächsischen Staatskapelle.